# تپه مزرعه خاتون ۱
تپه مزرعه خاتون ۱ مربوط به دوران پیش از تاریخ ایران باستان است و در شهرستان شازند، بخش زالیان، روستای مزرعه خاتون واقع شده و این اثر در تاریخ ۹ اردیبهشت ۱۳۸۲ با شمارهٔ ثبت ۸۵۹۳ به‌عنوان یکی از آثار ملی ایران به ثبت رسیده است.